# Vermifobia

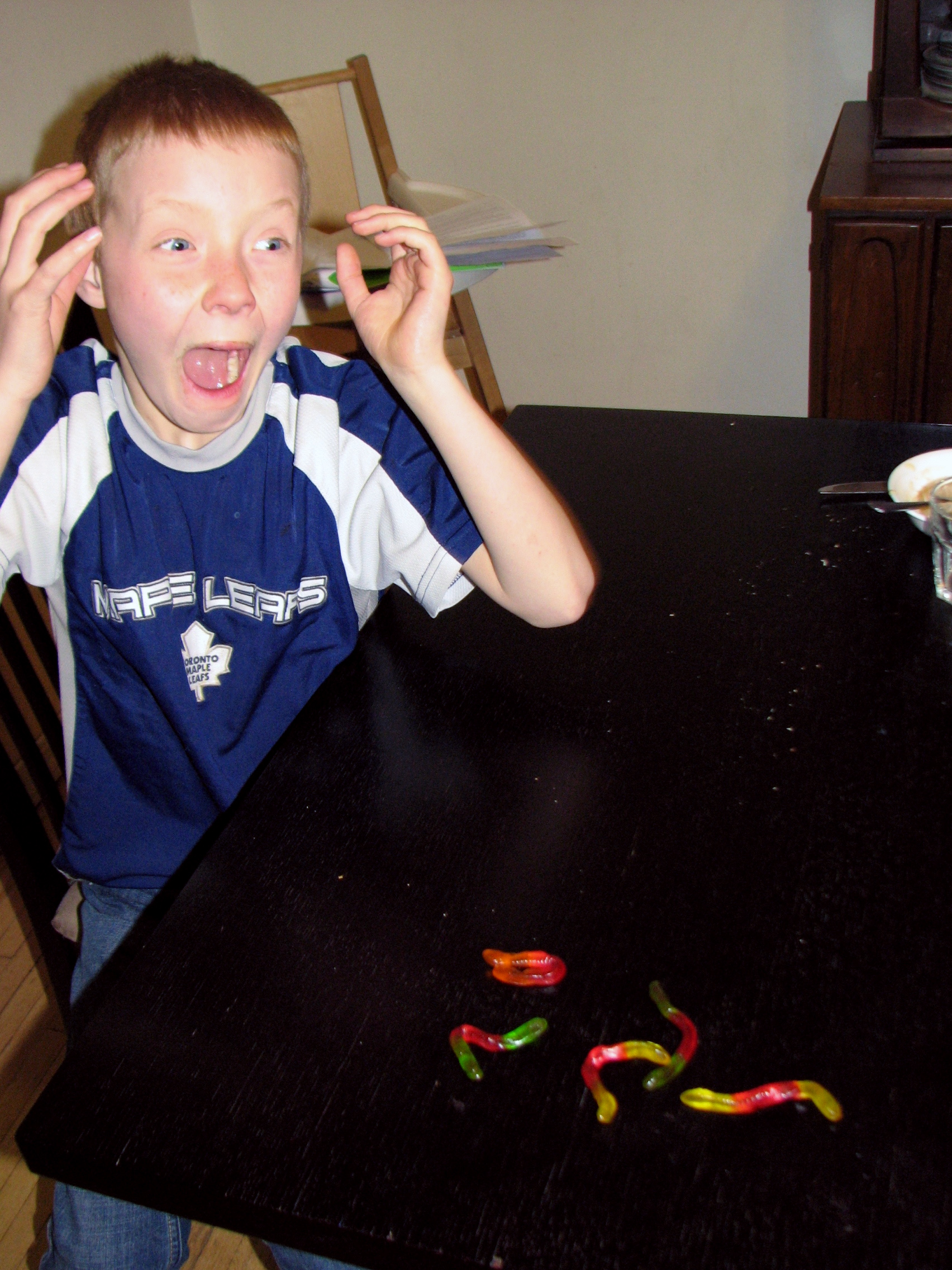
Un niño con síndrome de Down que muestra miedo a los gusanos y demuestra escolecifobia.

La vermifobia (del latín vermi, que significa gusano; y del griego φόβος, traducido como miedo, temor, fobia), también conocida como escolequifobia, escolecifobia o helmintofobia, es el miedo o temor intenso e irracional a los gusanos. Es una fobia específica que produce sentimientos de aversión y comportamientos evasivos ante cualquier clase de gusano, lombriz o insecto parecido. En este sentido, las personas que sufren de esta fobia tienden a evitar lugares o situaciones en las cuales es posible toparse con estos invertebrados, y pueden llegar a experimentar elevados índices de temor y ansiedad en caso de encontrarse con alguno.

## Causas y Síntomas
Al ser una fobia específica, su incidencia es muy localizada, siendo así que las personas que habitan en zonas rurales (haciendas, campos, sembradíos, etc.), son más propensas a padecer de este trastorno, en tanto estos invertebrados abundan en su lugar de residencia. Mientras que es más probable que quienes viven en zonas urbanas, tengan menos contacto, o quizás ninguno, con gusanos o lombrices. No obstante, el origen de la vermifobia puede ser el mismo en ambos casos. Al igual que en la mayoría de las fobias, el miedo a los gusanos puede ser producto de experiencias traumáticas relacionadas con estos invertebrados, como encontrar un gusano en la comida (son comunes en frutas, vegetales y hortalizas), haber padecido de lombriz intestinal o solitaria (Teniasis), o asociar su presencia con la transmisión de enfermedades. 

Los síntomas principales de la vermifobia son los sentimientos de ansiedad, los pensamientos catastróficos y los comportamientos evitativos. Además de ello, los vermifóbicos pueden presentar otros tipos de síntomas, como dificultad para respirar, sudoración excesiva, dolores de cabeza y de estómago, así como mareos e incluso ataques de pánico. Las personas que padecen de esta fobia usualmente buscan ayuda psicológica cuando la ansiedad les impide realizar sus actividades cotidianas.  